# A görög gálya titka
A görög gálya titka Szentiványi Jenő több kiadást megért ifjúsági regénye, amely 1961-ben jelent meg első alkalommal. A történet egy részben fiktív beszámoló a világ első víz alatti régészeti ásatásáról, amely az 1950-es években zajlott a Marseille-től délre található Grand Congloué szigetnél, Jacques Cousteau vezetésével. 

## A regény történeti háttere
A római korból származó roncsra egy Gaston Cristianini nevű helyi búvár bukkant rá 1948-ban, a Riou mellett található Grand Congloué sziklaszigetnél. Felfedezéséről 1951-ben értesítette a hatóságokat. A 32-45 méter mélységben fekvő lelőhely feltárására 1952 és 1957 között került sor Jacques Cousteau vezetésével. Ez volt az első, víz alatt végzett régészeti ásatás, melynek során számos tárgyat, főként kerámiát hoztak felszínre. Cousteau és társai úttörő munkát végeztek, hiszen korábban senki nem vállalkozott víz alatti lelőhely kutatására. Az csupán évtizedekkel később, a leletanyag alapos vizsgálata során bizonyosodott be, hogy nem egy, hanem két eltérő korú hajóroncs feküdt egymáson.  
A Grand Congloué 1-nek elnevezett roncs korát Kr.e. 200 és 190 közé tették, míg a Grand Congloué 2 Kr.e. 110 és 70 között süllyedhetett el. Utóbbi hajó rakománya ezernél több amforából állt, e mellett más kerámia használati tárgyakat is szállított. Az eredetileg bort tartalmazó amforák többsége SES jelzéssel volt ellátva, ezt a megjelölést az etruriai Sestius családhoz kötik, akik jelentős szereplői voltak a kor borkereskedelmének. A fa maradványokon 1991-92-ben dendrokronológiai elemzést hajtottak végre. A lelőhely ma a Clanques Nemzeti Park területén található, az úgynevezett Cousteau-háromszögben, amely régészeti védettség alatt áll, és tiltott terület a búvárok számára.  
1956-ban a feltárás egyik munkatársa, Ferdinand Lallemand (1912-1997) egy regényt írt a roncsról. A könyv egy fiktív napló volt, amelyben a hajó feltételezett tulajdonosának Maarkos Sestios-nak a kalandjait mutatta be a Földközi-tengeren. Az ő nevét egy Déloszon talált feliratból ismerték, és az 50-es években úgy gondolták, hogy ő lehetett a rakomány, és esetleg a hajó tulajdonosa is. Nem zárható ki, hogy a regény megírása során Szentiványi Lallemand munkáját is forrásként használta. 

## A regény cselekménye
|  | Alább a cselekmény részletei következnek! |

A regény két idősíkon játszódik, az ókorban, illetve a jelenkorban (1950-es évek).   
A történet Kr. e. 230-ban veszi kezdetét, Marcus Sestius borral és áruval megrakott evezős gályáján Massilia (Marseille) kikötője felé tart, vele utazik unokaöccse, Caius Licinius is. Út közben visszavernek egy kalóztámadást, ám a kikötőtől nem messze a hajót egy hirtelen szélvihar zátonynak veti.  
A jelenkori történetszál elején Dr. Dumas, a marseille-i tengerészeti kórház főorvosa megmenti Gaston Cristianini életét, akit keszonbetegséggel szállítanak be az intézménybe. A homárhalász hálából egy cserépedényt ajándékoz Dumas-nak, azonban az orvosnál vendégeskedő Fernand Bénoit régész felismeri, hogy egy római amforáról van szó. Christianini elvezeti a Calypso kutatóhajót a lelőhelyre, ahol Dumas és Cousteau megbizonyosodnak arról, hogy a halász egy elsüllyedt római gályára bukkant. A homok alá temetett roncsot a közelmúltban megváltozott tengeri áramlatok tették láthatóvá a tengerfenéken.     
A Tengerkutató Társaság megkezdi a roncs feltárását, ehhez egy szivattyútelepet építenek ki a Grand Congloué oldalában, hogy iszapszívó berendezésekkel tisztítsák meg a lelőhelyet, amelyek a kisebb leleteket is fel tudják szívni. E mellett a búvárok is folytatják a merüléseket, a csapatba beveszik Cristianini fiát, a tizenéves Bobo-t is, aki a helyi tengerészeti középiskola növendéke. Időközben a sajtó is értesül a szenzációs felfedezésről, és egy búvárharang segítségével élő televízióközvetítést szerveznek a helyszínre. A közvetítés alatt Bobo engedély nélkül beúszik a roncsba, ahol egy feliratos bronztáblát talál. Ekkor misztrál csap le a feltárást végzőkre. A viharos szél dacára nem történik nagyobb baj, Bobo némi büntetőszolgálattal megússza a fegyelmezetlen viselkedést. Az egyik riporter az argonauták hajójához hasonlítja a gályát, a roncsra így ráragad az Argosz név.           
A felszínre hozott kerámiákon az SES jelzés olvasható, Bénoit ez alapján próbálja meghatározni, ki lehetett a hajó tulajdonosa. A Bobo által felszínre hozott bronztáblán a Lucius Titius név olvasható, azonban bebizonyosodik, hogy ő nem lehetett a gálya gazdája.            
Az Argoszt kiemelik, a fedélzeten előkerül egy felirat, amely egy olyan szigetre utal, ahonnan négy tengerre nyílik kilátás. A roncs vizsgálata során kiderül. hogy a hajófenékben tárolt ballaszt olyan vulkáni kőzetből áll, amely kizárólag Délosz szigetén lelhető fel. A Calypso elhajózik Déloszra, ahol megpróbálják kideríteni a hajó tulajdonosának kilétét. Út közben Bobo bevallja Bénoit-nak, hogy régész szeretne lenni, de a család szerény anyagi körülményei nem teszik lehetővé, hogy tovább tanuljon, így a középiskola elvégzése után kénytelen lesz tengerésznek állni. Bénoit megnyugtatja a fiút, hogy az idősebb Cristianini jelentős pénzjutalmat fog kapni az Argosz felfedezéséért, és ebből telik majd a tandíjra is, a régész pedig meggyőzi Bobo apját, hogy beleegyezzen a ez egyetemi tanulmányokba.               
A déloszi múzeumban a csapat egy SES jelzéssel ellátott trónszékre bukkan, a múzeumi portás pedig elvezeti őket a lelőhelyre, a Künthosz-hegyre. Itt egy római illa romjai közt felfedeznek egy mozaikot, amely ugyancsak a SES jelzést formázza. Rájönnek, hogy a roncsban talált felirat erre a helyre utal, azonban továbbra sem tudják, ki lehetett a gálya és a villa tulajdonosa. Itt éri utól őket Pepe őrmester, aki a Római Régészeti Intézet sürgönyét hozza a Calypso fedélzetéről. Ebben az áll, hogy a SES  jelzés Marcus Sestius római polgárt, nagykereskedőt és hajótulajdonost takarja, így a rejtély megoldódik.                   
A regény utolsó fejezete ismét az ókorban játszódik, Déloszon, ahol Sestius felesége hírt kap férje haláláról egy levélből, melyet Caius Licinius írt neki, aki a hajó kormányosával és egy rabszolgával együtt túlélte a katasztrófát.                    
A történet epilógusa Sestius nevében íródott, aki felhívja az olvasók figyelmét, hogy a könyv története valós eseményeken alapul.                    
|  | Itt a vége a cselekmény részletezésének! |

Szentiványi regényét elsősorban a 10-14 éves korosztálynak ajánlották. 1965-ben, a második kiadás megjelenésekor a Magyar Úttörőszövetség lapja, a Pajtás rövid interjút is készített a szerzővel a könyvről, és egy részletet is közölt belőle. A mű hamar népszerű lett, amihez hozzájárult az is, hogy szinte minden iskolai és gyermekkönyvtárban megtalálható volt. Szentiványi jó érzékkel a kalandvágyó, tizenéves Bobót tette meg története egyik főhősének, akivel a fiatal olvasók könnyen azonosulhattak. A korban a tengerészeti témájú ifjúsági regények egyébként is kedveltnek számítottak (pl. Dékány András művei), ehhez társult a régészek munkáját bemutató történetszál. Szentiványi elmondása szerint alapos kutatómunkával készült a könyv megírására, aminek segítségével hiteles történetet alkothatott. Az 1960-as években újdonságnak számító könnyűbúvárkodás, valamint a víz alól sugárzott élő tévéadás bemutatása is növelte a történet érdekességét.
A szerző ugyanakkor erősen kiszínezte a történetet, a kötet végén pedig azt sugallja, hogy az általa kitalált részletek valóságosak. A regény szerint az Argoszt egészben hozzák felszínre, holott a valóságban a hajóból csupán töredékek maradtak fenn. A vitorlás egykori tulajdonosának, Marcus Sestiusnak alakját lényegében teljesen az írói fantázia szülte. A regénnyel ellentétben a római történetíró, Titus Livius munkáiban nem található utalás ilyen nevű személyre. A feltárást végzők csupán feltételesen azonosították a Déloszon talált felirat alanyával a rakomány gazdáját. 

## Szereplők

##### Modern koriak
- Jacques-Yves Cousteau, egykori tengerésztiszt, tengerkutató, a Tengerkutató Társaság elnöke.
- Fernand Bénoit, régész.
- Gaston Cristianini, marseille-i homárhalász.
- Bertrand "Bobo" Cristianini, Gaston Cristianini fia, tengerésziskolai növendék.
- Frederic Dumas Dr., a  marseille-i tengerészeti kórház főorvosa, a Tengerkutató Társaság alelnöke.
- Pierre "Pepe" Le Grand, hadirokkant tengerész altiszt, a marseille-i tengerészeti kórház portása.
- Kürosz Papadopulosz, a déloszi múzeum igazgatója.
- Platón, a déloszi múzeum portása.

##### Ókoriak
- Androklész, déloszi kereskedő.
- Arisztobulosz, a városbíró írnoka.
- Armenius, evezős rabszolga Sestius hajóján.
- Halil, evezős rabszolga Sestius hajóján.
- Kleón, az Argosz kormányosa.
- Ktészibiosz, déloszi kereskedő.
- Caius Licinius, Marcus Sestius unokaöccse.
- Lucia Licinia, Marcus Sestius felesége.
- Marcus Sestius, római kereskedő, az Argosz tulajdonosa.
- Moró, Sestius személyi rabszolgája.
- Rufus, evezős rabszolga Sestius hajóján.
- Silvanus, veterán legionárius, zsoldos Sestius szolgálatában.
- Szolón, Poszeidón templomának főpapja Déloszon.
- Jucundus Verus, Marcus Sestius üzlettársa.

## Kiadások

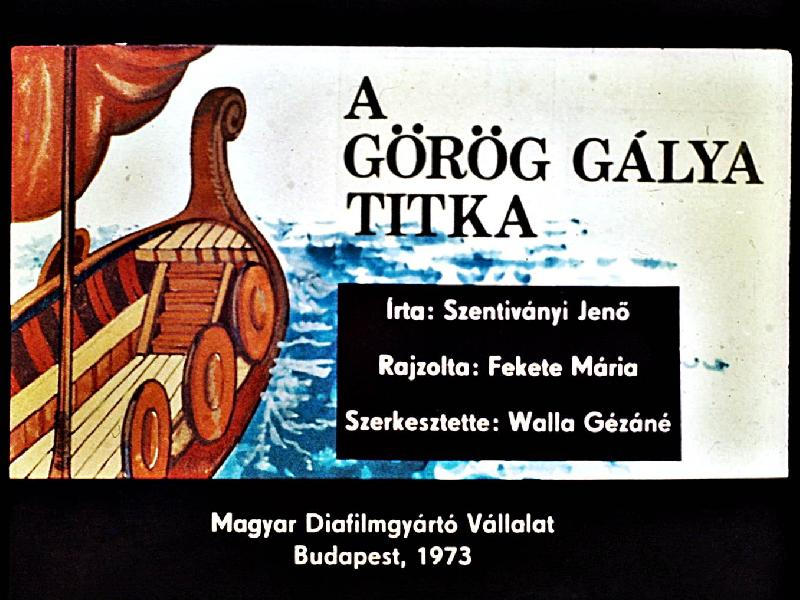
A görög gálya titka diafilm első kockája

A görög gálya titka négy kiadást ért meg, valamennyi a Móra Ferenc Könyvkiadó gondozásában jelent meg. 
- Első kiadás: 1961. Az Ifjúsági Kiskönyvtár sorozat 60. kötete. 230 oldal. R. Szabó Ágnes illusztrációival.
- Második kiadás: 1965. A Delfin-könyvek sorozat részeként. 165 oldal. Szecskó Tamás illusztrációival.
- Harmadik kiadás: 1972,1982. A Delfin-könyvek sorozat részeként. 166 oldal. Szecskó Tamás illusztrációival.
  - 1982-es magyarországi kiadás ISBN 963-1129292
  - 1982-es csehszlovákiai kiadás, Madách Kiadó, Pozsony. ISBN 963-1131351

- Negyedik kiadás: 1992. A Robinson sorozat részeként. 138 oldal. ISBN 963-1168786

1973-ban a Magyar Diafilmgyártó Vállalat 60 kockás diafilmet készített a regényből. A szöveget a szerző írta, a rajzokat Fekete Mária készítette, a szerkesztő Walla Gézáné volt.